# Wigstaarttok
De wigstaarttok (Ocyceros birostris) is een neushoornvogel die voorkomt in India.

## Beschrijving
De wigstaarttok is 60 cm lang. Het mannetje heeft een donkere snavel met een grote, puntige "hoorn" en het vrouwtje een vuilgele snavel met wat zwart aan de ondersnavel en ook op de betrekkelijk kleine hoorn. Beide seksen zijn geheel grijs, op de buik en borst iets lichter dan van boven.

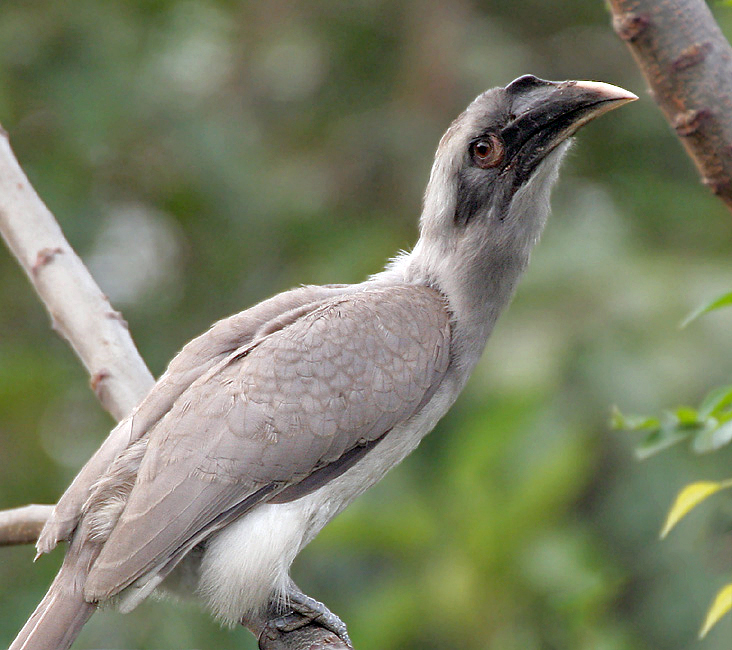
Onvolwassen vogel of vrouwtje
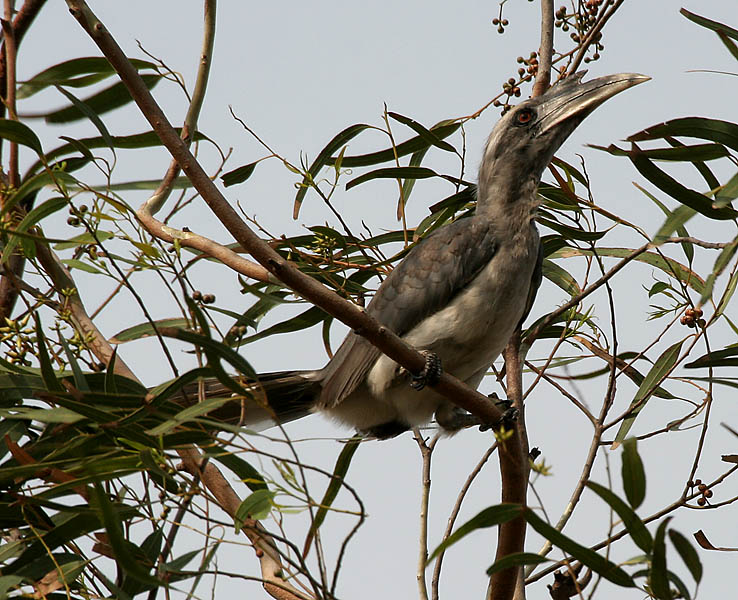
Mannetje

## Verspreiding en leefgebied
De wigstaarttok komt in het heuvelland aan de voet van de Himalaya westelijk tot aan Indus en oostelijk tot aan de delta van de Ganges. Het is een vogel van open landschappen tot ongeveer 1400 m boven de zeespiegel. De wigstaarttok wordt als een van de weinige neushoornvogels ook waargenomen in verstedelijkt gebied in bomenrijen langs wegen en lanen.

## Status
De grootte van de populatie is niet gekwantificeerd, maar er is geen aanleiding te veronderstellen dat de soort bedreigd wordt in zijn voortbestaan, daarom staat de wigstaarttok als niet bedreigd op de Rode Lijst van de IUCN.